# Instituto Antártico Chileno

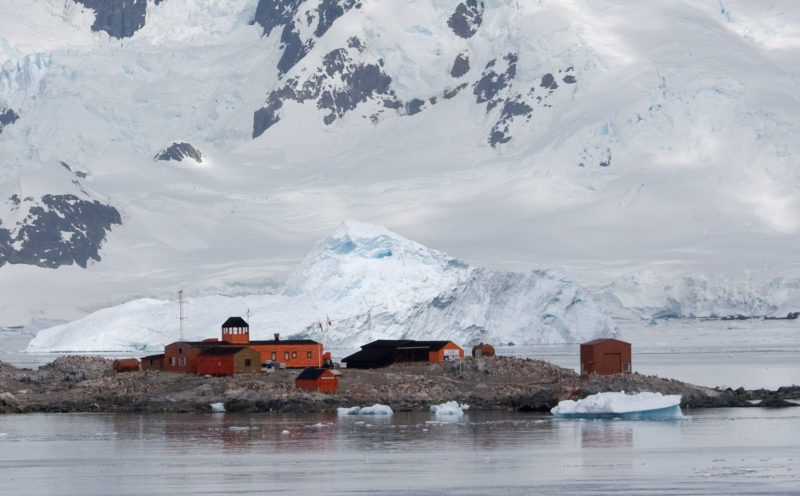
Den chilenska basen Presidente Gabriel González Videla på Antarktiska halvön.

Instituto Antártico Chileno är en chilensk myndighet som ansvarar för landets verksamhet i Chilenska Antarktis. Institutet inrättades 1963 och har sedan 2003 sitt säte i Punta Arenas. Till institutets uppgifter hör bland annat att godkänna de forskningsprojekt som andra chilenska organisationer önskar genomföra i Arktis. Institutet är även rådgivare till regeringen i internationella frågor som rör Antarktis. 
Institutet driver forskningsstationen Escudero, men verkar även vid de baser som militären driver: Eduardo Frei, González Videla, Bernardo O'Higgins och Arturo Prat. 